# Parigi-Roubaix 1959
La Parigi-Roubaix 1959, cinquantasettesima edizione della corsa, fu disputata il 12 aprile 1959, per un percorso totale di 262,5 km. Fu vinta dal belga Noël Foré, giunto al traguardo con il tempo di 6h08'20" alla media di 42,760 km/h davanti ai connazionali Gilbert Desmet e Marcel Janssens.
I ciclisti che tagliarono il traguardo a Roubaix furono 75.

## Ordine d'arrivo (Top 10)
| Pos. | Corridore        | Squadra           | Tempo    |
| ---- | ---------------- | ----------------- | -------- |
| 1    | Noël Foré        | Groene Leeuw      | 6h08'20" |
| 2    | Gilbert Desmet   | Faema-Guerra      | s.t.     |
| 3    | Marcel Janssens  | Flandria-Dr. Mann | s.t.     |
| 4    | Rik Van Looy     | Faema-Guerra      | a 57"    |
| 5    | Tino Sabbadini   | Mercier-BP        | s.t.     |
| 6    | Frans Aerenhouts | Peugeot-BP        | s.t.     |
| 7    | Frans De Mulder  | Groene Leeuw      | s.t.     |
| 8    | Léon Van Daele   | Flandria-Dr. Mann | a 1'04"  |
| 9    | Frans Aerenhouts | Mercier-BP        | s.t.     |
| 10   | Raymond Impanis  | Peugeot-BP        | s.t.     |